# Michel Ney
Michel Ney (Saarlouis, 1769. január 10. – Párizs, 1815. december 7.) francia marsall a napóleoni háborúk idején.

## Élete és pályafutása
1769. január 10-én született a Saar-vidéken, Saarlouis városában, egy elfranciásodott bognár fiaként. A kalandvágyó Ney irtózott attól, hogy apja nyomdokaiba lépjen, ezért tizennyolc évesen megszökött otthonról és felcsapott huszárnak. A forradalom kitörése után katonai tehetsége és bátorsága révén gyorsan emelkedett a ranglétrán, 1792-ben már hadnagy, 1794-ben egy osztrák tábornok elfogása után százados, az év végén pedig már ezredes volt. 1796-ban a német hadjárat alatt, huszonhét évesen tábornoki rangot viselt, 1798-ban alig százötven emberrel foglalta el Mannheim városát. Emberei bálványozták, mert jóban-rosszban osztozott velük, harcban pedig mindig első volt. Ekkoriban ragadt rá a „vörös fejű” jelző, ami nem csak hajszínére, de vérmérsékletére is utalt.
Napóleon 1799. brumaire 18-i államcsínye a rajnai hadsereg parancsnokaként érte. A velejéig republikánus Ney fenntartásokkal ugyan, de felesküdött a konzulátusra. Az év decemberében Hohenlindennél személyesen vezette azt a lovasrohamot, amely nem csak az ütközetet döntötte el, hanem tízezer foglyot ejtett és száz ágyút zsákmányolt, megsemmisítve az osztrák hadsereg centrumát. Az első konzul megkedvelte és pártfogásába vette: 1802-ben svájci nagykövetté nevezte ki és felesége, Joséphine lányának egy barátnőjét adta hozzá. Neynek nem csak helyzete, politikai nézete is megváltozott: Napóleon személyisége tökéletesen rabul ejtette, s amilyen heves republikánus volt korábban, annyira lelkes csodálója lett a konzulnak. 1803 végén a hadsereg nevében ő kérte Napóleont, hogy nyilvánítsa magát császárnak.
Kérése meghallgatásra talált, az új uralkodó pedig 1804-ben a még mindig csak harmincöt éves katonát Franciaország tizennyolc marsallja közé emelte. Napóleon tisztában volt azzal, hogy a marsallnak nincs párja a rohamban, de a hadvezetésben járatlan, ezért mindig közvetlen irányítása alatt tartotta. Ney 1805-ben személyesen vezette az elchingeni csatában a döntő támadást a hídon, ezért kapta az Elchingen hercege rangot. Jelentős része volt a jénai és eylaui csatában, 1810-1811-ben Portugáliában és Spanyolországban hadakozott. 1812-ben az Oroszország elleni hadjárat során is megtette, amit lehetett: Osztrovnónál megverte az orosz csapatokat, majd oroszlánrészt vállalt Szmolenszk elfoglalásában. Itt meg is sebesült, golyót kapott a nyakába, de még így is ő állt a borogyinói csatában a francia lovasroham élére. Az orosz főváros elfoglalása után Napóleontól megkapta a Moszkva hercege címet, de újdonsült birtokát nem sokáig élvezhette. Amikor az oroszok halogató taktikája és az időjárás távozásra késztette a sereget, a császár az utóvéd élére állította. Ney fedezte a főerő egyre inkább menekülésre emlékeztető visszavonulását, az ellenséges támadások közepette személyes példájával tartotta az éhező és fázó katonákban a lelket. A kezdeti tízezerből alig háromezerrel érte utol a Berezina folyónál a Grande Armée maradványait, és utolsóként kelt át a hídon, ezért is nevezte őt Napóleon „a bátrak bátrának”.
Az oroszországi emlékek súlyosan megviselték Neyt, hisz rengeteg katonáját látta a fagyban betegség és éhség közepette elpusztulni. Ezután már Ney nem volt a régi. Az egykor energikus katona fáradékonnyá, késlekedővé vált és fogékony lett az idegességre, dühkitörésre.
1813-ban a lipcsei csatában megsebesült, majd 1814-ben már 
francia földön volt részese a kevés győzelemnek és a számos vereségnek. Párizs eleste után a marsallok nevében ő szólította fel az ország üdve és a hadsereg megmaradása érdekében Napóleont a lemondásra. Az ismét trónra került Bourbonok ezért meghagyták rangját, sőt főnemesi rangra emelték, ám az udvarban számtalan megaláztatást kellett elszenvednie alacsony származása miatt. A sértett Ney Napóleon visszatérésekor ugyan megígérte, hogy „acélketrecben” viszi a bitorlót Párizsba, a közhangulatot érzékelve azonban inkább újra felajánlotta kardját és szolgálatait a császárnak. Végzetes következményekkel: késlekedése és tehetetlenkedése romba döntötte Bonaparte stratégiáját, nem tudta megelőzni Wellington erőinek konszolidálását. Mivel Ney idegállapota 1812 óta megváltozott így nagyon valószínű, hogy meggondolatlan és katasztrófával végződő lépéseit is emiatt követte el. S bár bátorsága megmaradt, de hadvezetési járatlanságával párosuló mentálhigiénés problémái egyenes úton vezettek a katasztrófához. A waterlooi csatában oroszlánként küzdött, az egyik hiábavaló lovasrohamot a másik után vezette az angol gyalogsági négyszögek ellen. Amikor minden elveszett, egy csapat katonát gyűjtött maga köré és azt kiáltotta: „Gyertek és lássátok, hogyan hal meg Franciaország marsallja!”
A hangzatos szavak ellenére túlélte az ütközetet, menekülés közben Napóleontól nászajándékba kapott kardjáról felismerték és elfogták. Ney ügyét előbb katonai bíróság elé utalták, de annak tagjai – volt marsallok, akik a vádlotthoz hasonlóan viselkedtek maguk is – illetéktelennek nyilvánították magukat. Az ügy a felsőház elé került, ahol kimondták a halálbüntetést – ővele statuáltak példát, Napóleon többi marsallja kegyelmet kapott.

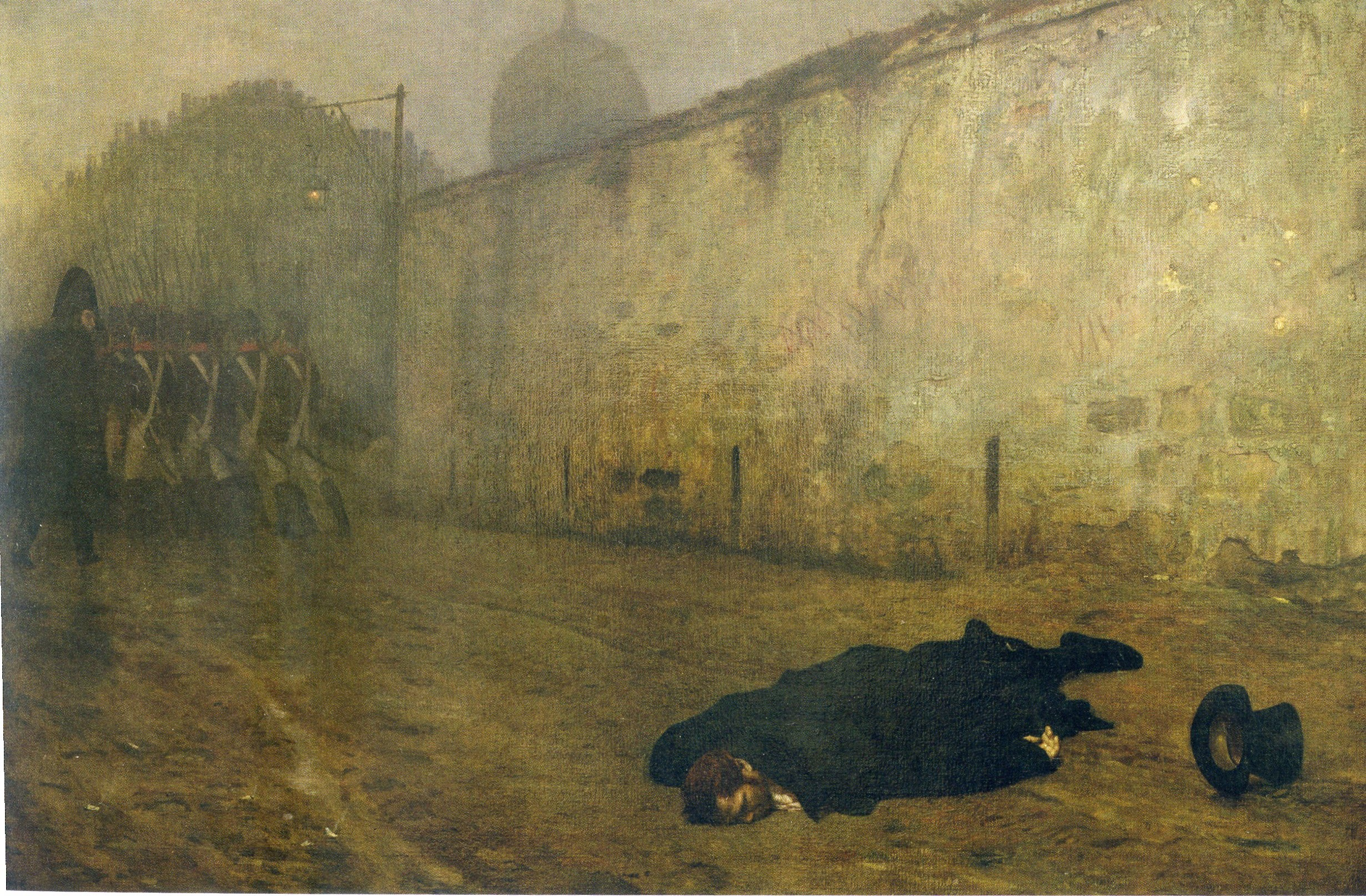
Ney kivégzése (Gérôme festménye, 1868)

Ney a halálos ítélet felsorolásakor félbeszakította címeinek hosszas felsorolását „Michel Ney és hamarosan egy marék por” felkiáltással. A kivégzésre 1815. december 7-én a szokásoktól eltérően nem a nyilvánosság előtt került sor, hogy elkerüljék a valószínű zavargásokat. Az utolsó pillanatáig eszelősen bátor Ney nem engedte bekötni a szemét, sőt ő vezényelt tüzet a kivégzőosztagnak. Utolsó szavai: „Franciaország katonái! Íme az utolsó parancsom hozzátok: tűz!” Tizenegy lövést kapott: hatot a mellkasába, hármat a fejébe, egyet a nyakába, egyet a jobb karjába. Az osztag egy tagja a feje felett a falba lőtt.
Máig tartja magát a legenda, hogy a kivégzést csak megrendezték, Neynek sikerült Amerikába szöknie – ez persze nem igaz, de valódi leszármazottai közül az egyik valóban a washingtoni képviselőház tagja.

## Lásd még
- Napóleoni háborúk
- LIGNY – QUATRE BRAS – WATERLOO (1815. június 16-18.) Archiválva 2009. április 10-i dátummal a Wayback Machine-ben
- napoleon.lap.hu
- Napóleon marsalljai (francia nyelven)

## Galéria

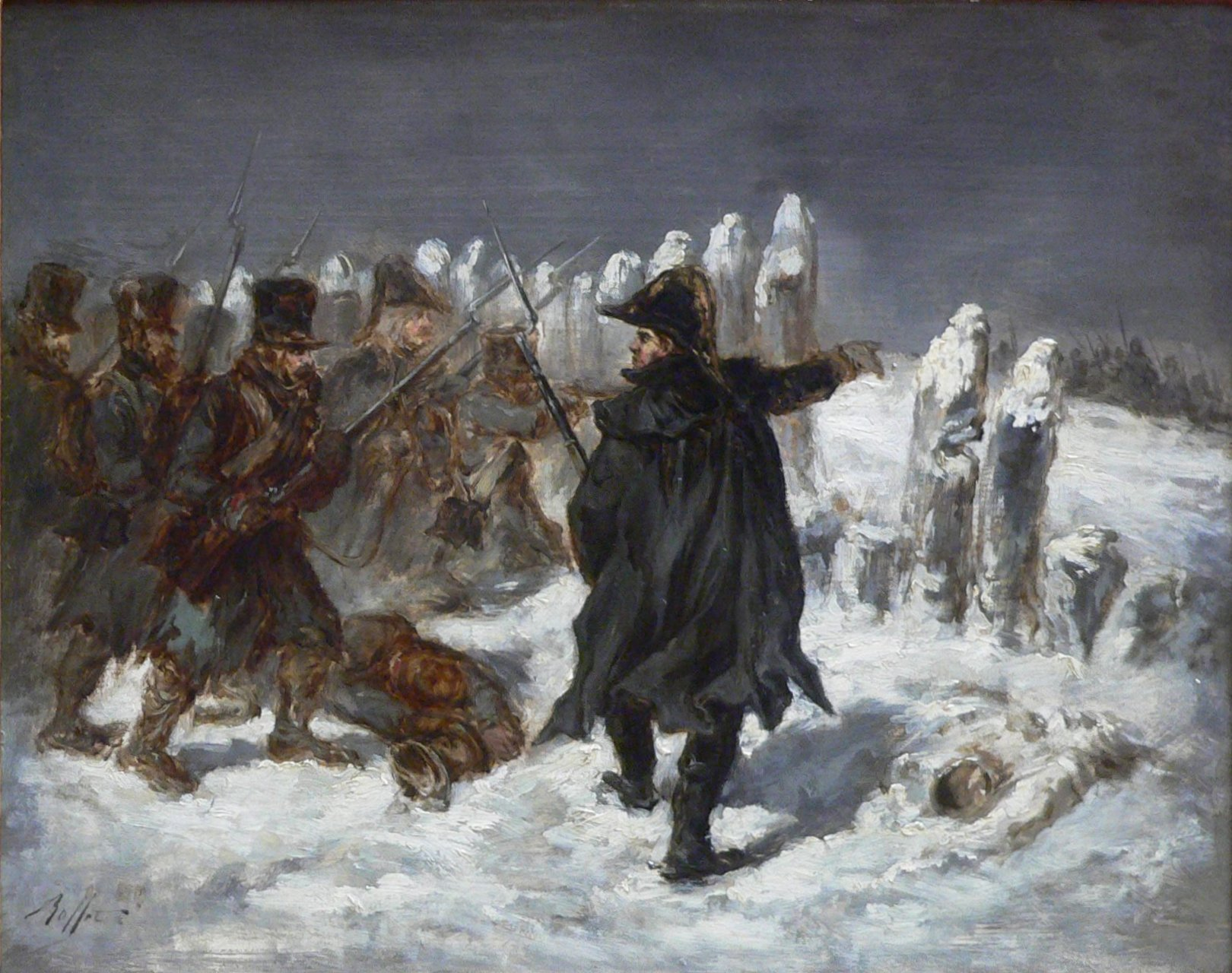
Auguste Raffet: "Ney marsall a kovnói erődnél"
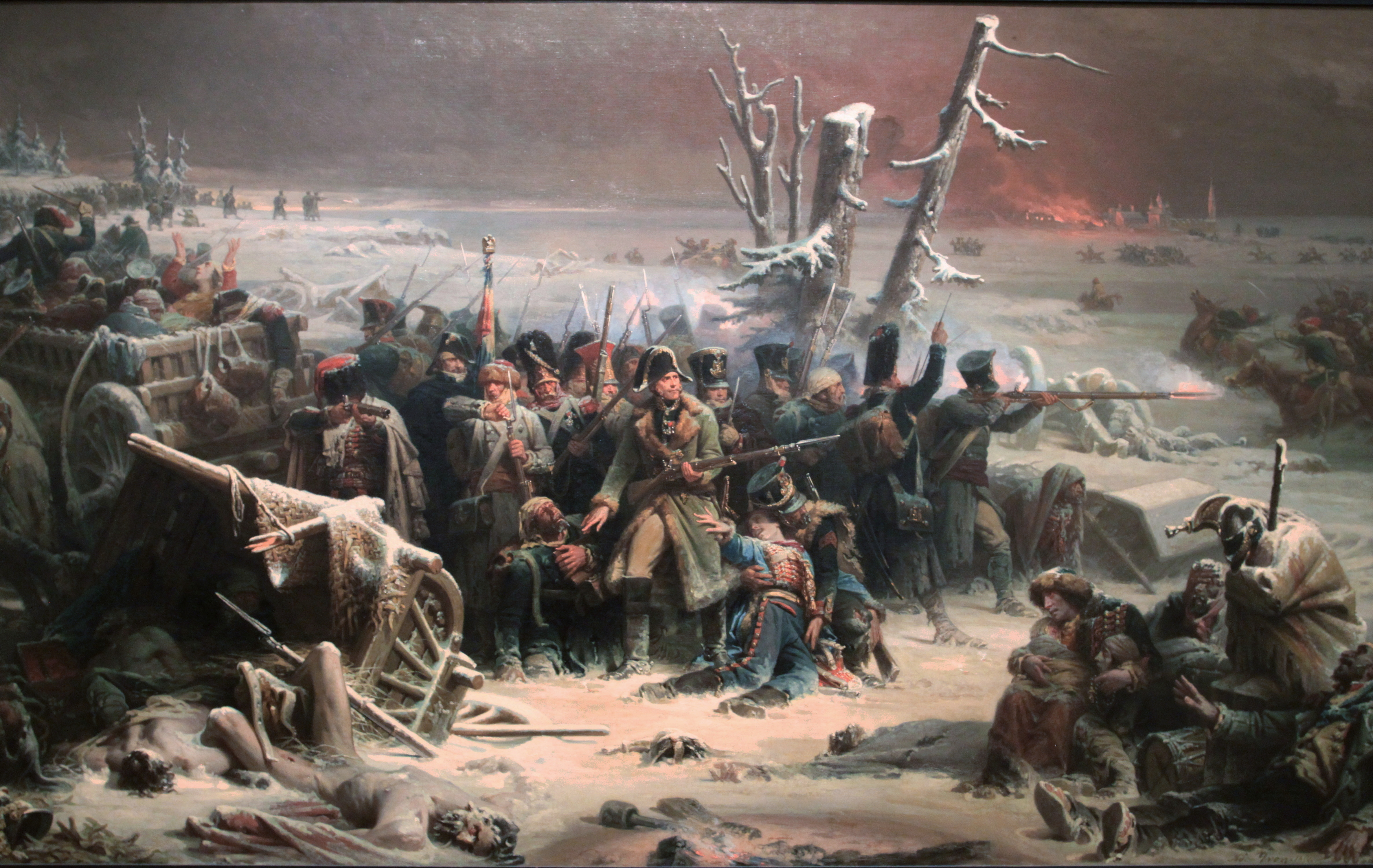
Adolphe Yvon: "Ney marsall az oroszországi visszavonulásban"
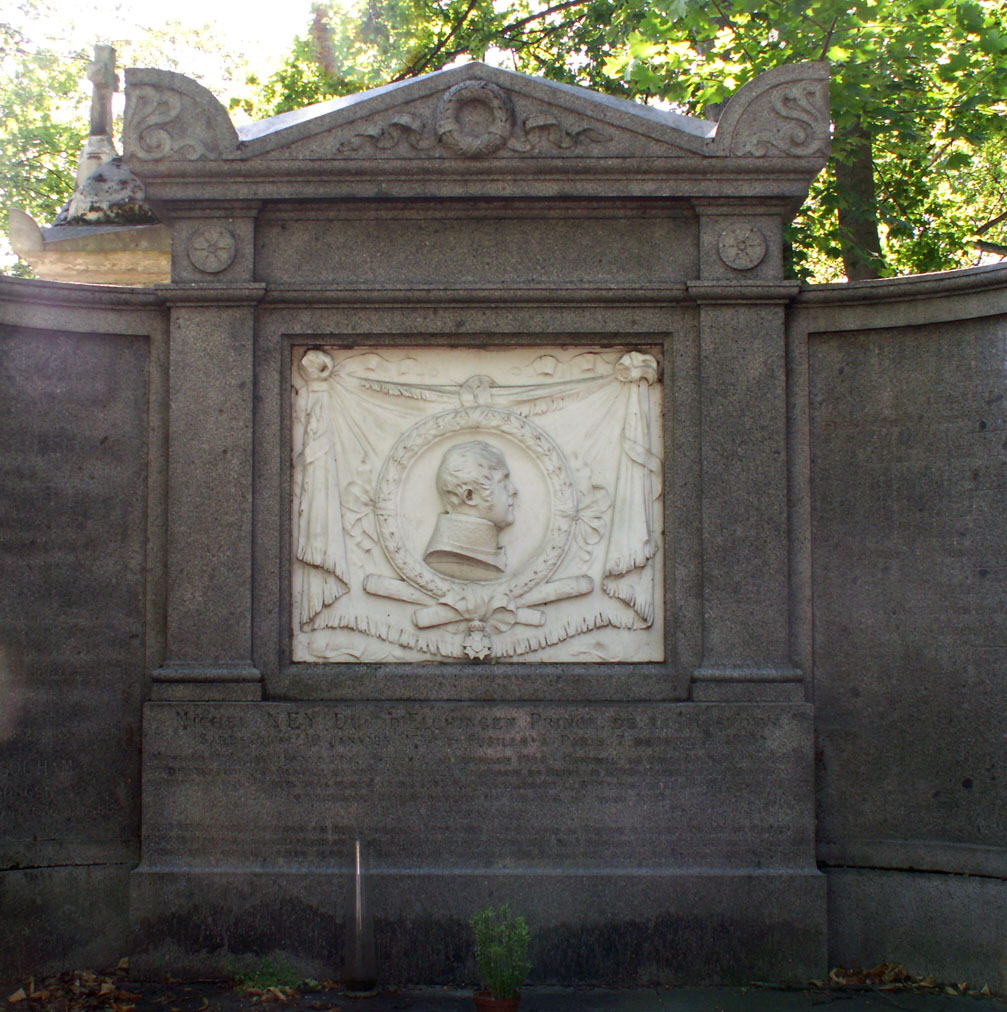
Ney sírja a Père-Lachaise temetőben
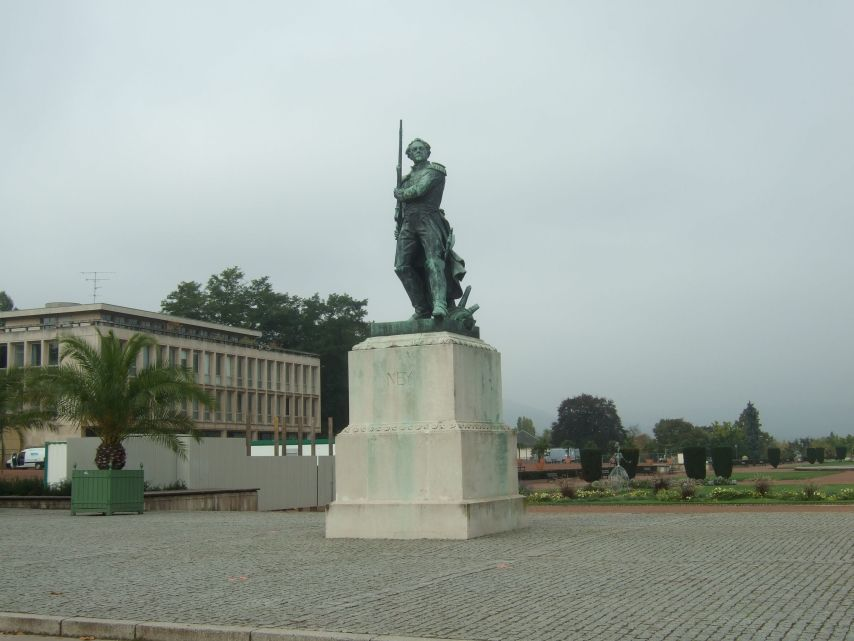
Ney emlékműve, Metz-ben (Franciaország)
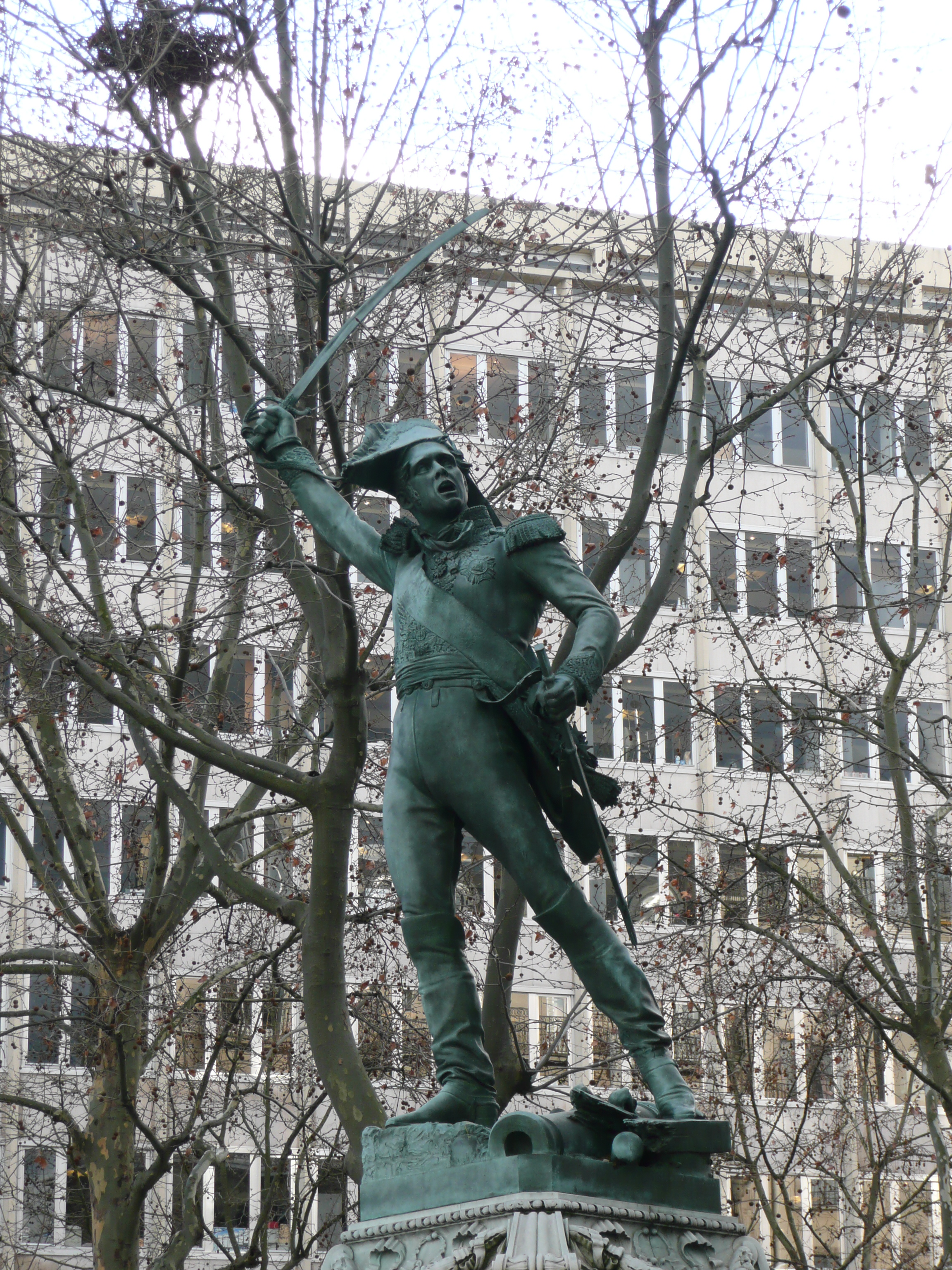
Ney szobra Párizsban
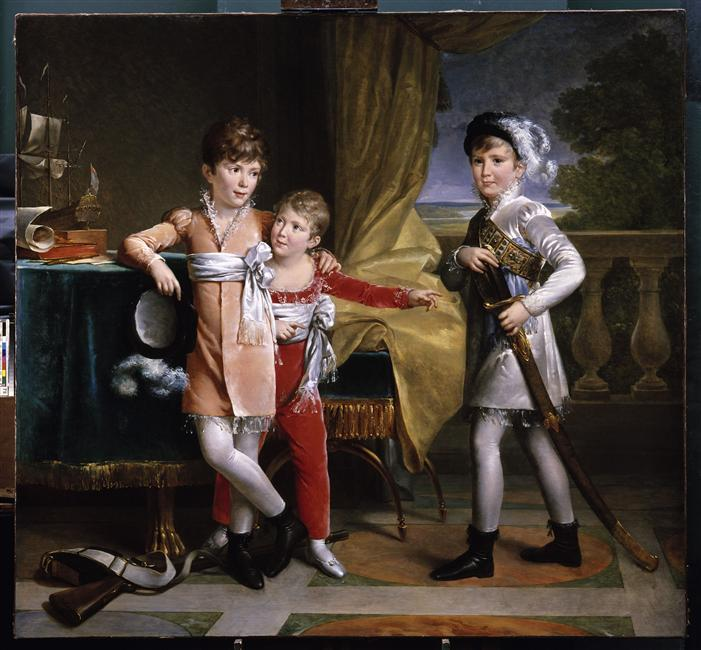
Marie-Éléonore Godefroid: Ney marsall fiai. Gemäldegalerie (Berlin)